# Palacio Quemado
Le palais du gouvernement, connu sous le nom populaire de Palacio Quemado  (« palais brûlé » en espagnol) est la résidence officielle des chefs d'État boliviens entre 1853 et 2018 et entre 2019 et 2020, maintenant reconvertie en musée. Il est situé à La Paz, la capitale administrative du pays. 
Le Palacio Quemado est situé sur la Plaza Murillo à proximité de la cathédrale Nuestra Señora de La Paz et du siège de l'Assemblée législative plurinationale. 
Le gouvernement d'Evo Morales entreprend en 2014 la construction d'une tour de 29 000 m² visant à servir de résidence présidentielle et de siège du pouvoir exécutif, en place et lieu du Palacio Quemado.  
En 2018, ce dernier est reconverti en musée, la présidence aménageant dans la tour nouvellement construite, nommée Casa Grande del Pueblo.
Lors de l'entrée en fonction du gouvernement intérimaire de Jeanine Áñez en novembre 2019, celle-ci choisit de ne pas gouverner à partir du nouvel édifice, mais d'utiliser à nouveau le Palacio Quemado.  
Le président élu en 2020, Luis Arce, réintègre cependant les fonctions présidentielles et exécutives dans la Casa Grande del Pueblo. Le Palacio Quemado retrouve donc son usage de musée. 